# Хангин-Ци
Хангин-Ци (кит. упр. 杭锦旗, пиньинь Hángjǐn qí) — хошун городского округа Ордос автономного района Внутренняя Монголия (КНР).

## История
Когда в результате маньчжурского завоевания Китая Ордос был в 1649 году разделён на 6 хошунов, эти земли оказались в составе хошуна Ордос-Юихоуци (鄂尔多斯右翼后旗), впоследствии переименованного в Хангин. Для управления постепенно появившимся в этих местах оседлым китайским населением в 1903 году был создан Уюаньский комиссариат (五原厅).
В 1914 году из провинции Шаньси был выделен Особый административный район Суйюань (绥远特别行政区), и хошун вошёл в его состав. В 1928 году Особый административный район Суйюань был преобразован в провинцию Суйюань. В этот период из хошуна были выделены уезды Уюань, Линьхэ и Мицан.
В декабре 1949 года хошун из непосредственного подчинения правительству провинции Суйюань перешёл в подчинение новообразованному аймаку Их-Джу. В 1954 году провинция Суйюань была расформирована, и аймак перешёл в состав автономного района Внутренняя Монголия.
30 апреля 2001 года аймак Их-Джу был преобразован в городской округ Ордос.

## Административное деление
Хошун Хангин делится на 5 посёлков и 1 сомон.